# Falak ol-Aflák
Falak ol-Aflák (persky قلعه فلک‌الافلاک‎) nebo také (persky دژ شاپورخواست‎) je starověká pevnost nacházející se ve městě Chorramábád, které je správním městem provincie Lorestán. Hrad je na seznamu památek kulturního dědictví Íránu. V současné době je v něm umístěno muzeum. Objekt je spravován íránskou armádou.

## Historie
Pevnost Falak ol-Aflák patří mezi nejvýznamnější sásánovské stavby. Přesné datum založení tohoto hradu není známo, ale podle starých záznamů je zjevné že hrad existoval již v době vlády krále Šápúra I. V pozdější době sloužil jako sídlo guvernéra a státní pokladna. V době vlády Safíovců a Kádžárovců byl hrad používán jako vojenská základna. V době panování kádžárovské dynastie byl hrad přestavěn do dnešní podoby. Po nástupu dynastie Pahlaví k moci byl hrad přeměněn na vězení hlavně pro politické vězně. V roce 1974 se hrad stal národní kulturní památkou a byl převeden do majetku ministerstva kultury. Na hradě je umístěna muzejní expozice mapující historii řemesel a života v provincii Lorestán. V současné době hrad spravuje vojenská posádka.